# سيريل كينيدي (سياسي أسترالي)
سيريل كينيدي (بالإنجليزية: Cyril Kennedy)‏ هو سياسي أسترالي، ولد في 28 مايو 1932. حزبياً، نشط في حزب العمال الأسترالي. وقد انتخب عضو المجلس التشريعي الفيكتوري.